# Urandra dolichophylla
Urandra dolichophylla là một loài thực vật có hoa trong họ Stemonuraceae. Loài này được (Merr.) R.A. Howard miêu tả khoa học đầu tiên năm 1940.